# TV (песня)

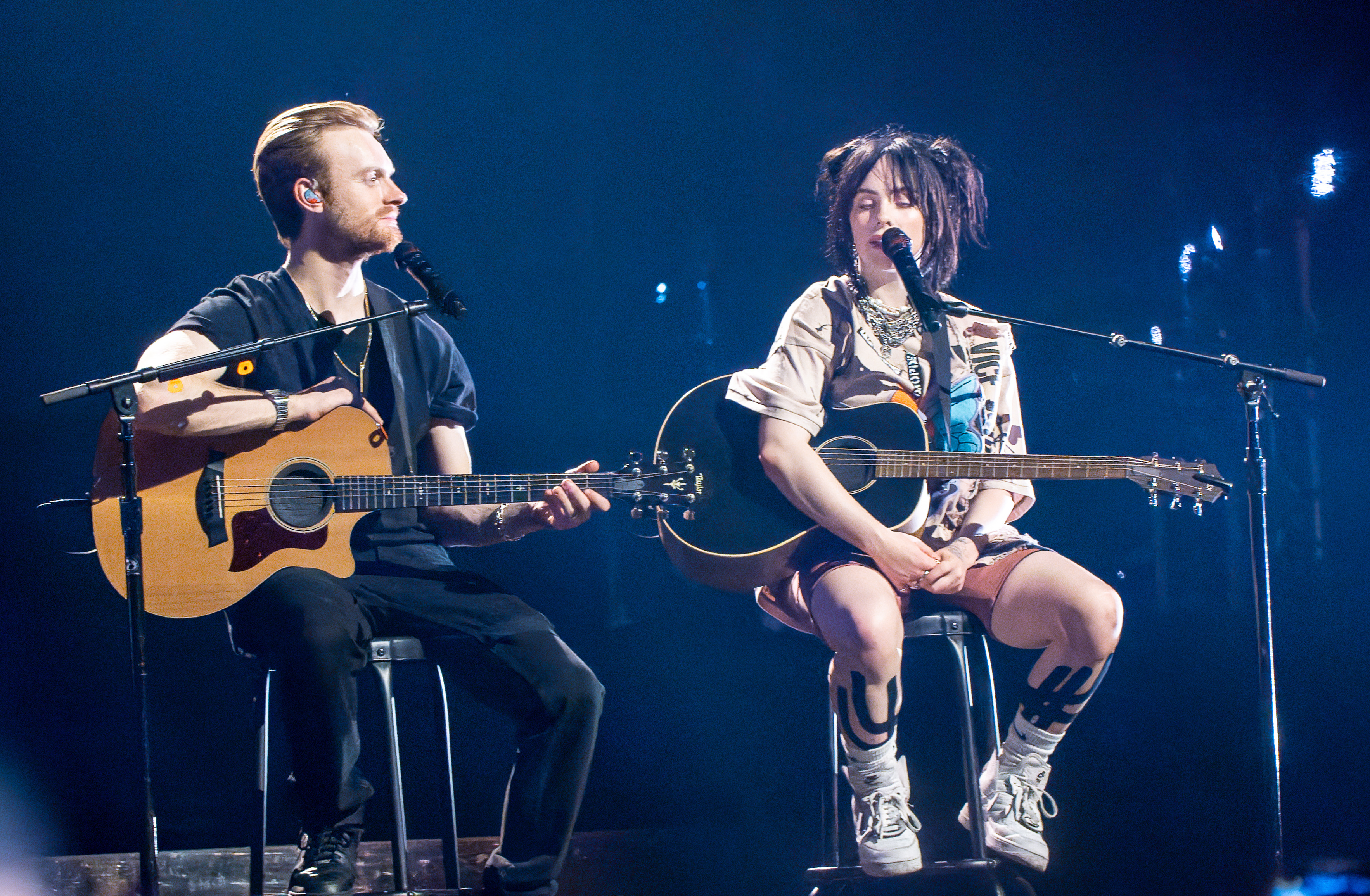
Билли Айлиш в ходе концертного тура Happier Than Ever, The World Tour впервые исполнила песню «TV» во время живого выступления в рамках британского этапа (июнь 2022).

«TV»  — песня американской певицы Билли Айлиш, вышедшая 21 июля 2022 года на лейблах Darkroom и Interscope Records, как один из треков с её второго мини-альбома Guitar Songs. Айлиш впервые представила эту песню во время манчестерского этапа мирового турне в поддержку своего второго студийного альбома Happier Than Ever (2021). Первоначально планируя этот трек для её следующего студийного альбома, в итоге она отказалась от этой идеи из-за желания как можно скорее распространить его идею.
Студийная версия песни включает образец шума толпы из гастрольного выступления. В «TV», балладе, в которой мягкий вокал сочетается с акустической гитарой, Айлиш сетует на зацикленность публики на судебном процессе по делу о клевете между Джонни Деппом и Эмбер Херд, ставя под сомнение отсутствие у них беспокойства по поводу отмены решения суда по делу «Роу против Уэйда» и будущего права на аборты. Песню написали Айлиш и её продюсер Финнеас О’Коннелл.

## История
После написания «The 30th» 30 декабря 2021 года. Билли Айлиш написала «TV» вместе со своим братом Финнеасом О’Коннеллом, который руководил его продюсированием. Они сделали это, когда в Верховном суде США обсуждалось дело Доббс против Организации женского здравоохранения Джексона.
Процесс создания песни занял месяцы: хотя они быстро закончили первый куплет, они написали оставшийся текст только после того, как в мае 2022 года в сеть просочился проект решения суда. Этот проект предполагает планы по отмене постановления «Роу против Уэйда», знакового дела, которое сделало аборты конституционным правом в стране. Айлиш была опечалена утечкой, и она чувствовала, что её права как женщины лишаются её. Через несколько недель после того, как она и Финнеас закончили писать песни, Верховный суд решил отменить дело Роу против Уэйда. Айлиш оплакивала это решение, говоря о написании «TV» задним числом: «Это было место гибели».
Айлиш появилась в качестве гостя в финальном выпуске Шоу Эллен Дедженерес 26 мая 2022 года. Во время разговора с ведущей Эллен ДеДженерес она рассказала, что идея третьего студийного альбома уже была у неё в голове. Перед этим эпизодом Айлиш отправилась в мировое турне в поддержку своего второго студийного альбома Happier Than Ever (2021), которое началось 3 февраля 2022 года.
Во время манчестерского этапа тура в июне 2022 года Айлиш дебютировала с песней «TV» в живом выступлении вместе с Финнеасом, который исполнил инструментальные партии на акустической гитаре. Это был первый раз с 2017 года, когда Айлиш представила превью неизданной песни. Идея пришла ей в голову после того, как она увидела, как Гарри Стайлз делает то же самое с «Boyfriends» на музыкальном фестивале «Коачелла», думая, что живое выступление позволит ей лучше выразить свои чувства уязвимости. «TV» стал фаворитом фанатов — его студийная версия включает отрывок ликующей толпы из гастрольного выступления.
21 июля 2022 года лейблы Darkroom и Interscope Records неожиданно выпустили второй мини-альбом (EP) Айлиш, Guitar Songs. «TV» появляется там как один из двух треков в EP, другой — «The 30th», который не получил превью. Изначально она планировала включить обе песни в свой третий студийный альбом, но, немного подумав, передумала. Айлиш считала, что «TV» и «The 30th» должны быть выпущены раньше, потому что она хотела как можно скорее донести их сообщения до публики: «Эти песни действительно актуальны для меня, и это песни, которые я хочу высказать прямо сейчас». На момент релиза Айлиш и Финнеас написали только эти две песни.

## Композиция
«TV» — это баллада с минималистской постановкой, в которой мягкий вокал Айлиш сочетается с акустической гитарой. Песня имеет продолжительность 4 минуты и 41 секунду. Её звучание намеренно напоминает самые старые работы Айлиш и Финнеаса, созданные, когда они хотели писать музыку в доме своих родителей, используя только гитару. В текстах обсуждаются такие острые темы, как расстройства пищевого поведения, психическое здоровье, судебный процесс по делу о диффамации между актёрами Джонни Деппом и Эмбер Херд, а также исход дела Доббса.
Песня начинается с описания депрессивного эпизода. Не в силах заснуть, Айлиш отвлекает себя от ссоры с кем-то просмотром реалити-шоу «Survivor», после чего выражает цинизм по отношению к другим людям и их мотивам. В припеве она поет о влиянии её романтических отношений на количество времени, которое она может проводить со своими друзьями.
Во втором куплете Айлиш размышляет о том, как её дружеские отношения также пострадали от её статуса знаменитости, и пытается сдерживать себя от пропуска обедов. Затем она сетует на то, что «Интернет сошел с ума, наблюдая за судом над кинозвездами / Пока они отменяют решение Роу против Уэйда». Айлиш выразила гнев по поводу ситуации в статье вынесенной на обложку журнала NME, задав вопрос, почему общественность уделяет первоочередное внимание вражде между Деппом и Херд, которую она считает тривиальной, вместо того, чтобы выражать озабоченность по поводу будущего права на аборт. Припев вновь появляется после второго куплета. В конце песни она неоднократно говорит «возможно, проблема во мне», чтобы обвинить себя в проблемах, с которыми она сейчас сталкивается в жизни. Образец шума толпы начинает воспроизводиться, когда Айлиш декламирует последние строки.

## Чарты
| Чарт (2022)                                  | Высшая позиция |
| -------------------------------------------- | -------------- |
| Австралия (ARIA)                             | 23             |
| Канада (Billboard Canadian Hot 100)          | 30             |
| Германия (GfK)                               | 81             |
| Мир (Billboard Global 200)                   | 25             |
| Ирландия (IRMA)                              | 17             |
| Япония (Billboard Japan)                     | 17             |
| Литва (AGATA)                                | 26             |
| Нидерланды (Single Top 100)                  | 78             |
| Новая Зеландия (Recorded Music NZ)           | 17             |
| Норвегия (VG-lista)                          | 33             |
| Швеция (Sverigetopplistan)                   | 22             |
| Швейцария (Schweizer Hitparade)              | 33             |
| Великобритания (OCC UK Singles)              | 23             |
| США (Billboard Hot 100)                      | 52             |
| США (Billboard Hot Rock & Alternative Songs) | 7              |